# Xylena pallescens
Xylena pallescens là một loài bướm đêm trong họ Noctuidae.